# 늑대인간의 울음
늑대인간의 울음(Cry Of The Werewolf)은 미국에서 제작된 헨리 레빈 감독의 1944년 공포 영화이다. 니나 포크 등이 주연으로 출연하였고 월레스 맥도널드 등이 제작에 참여하였다.

## 출연

### 주연
- 니나 포크
- 스티븐 크레인

### 조연
- 오사 메슨
- 블랑쉬 유르카
- 바톤 맥레인
- 이반 트리에졸트
- 존 애봇
- 프레드 그래프
- 존 타이렐
- 로버트 윌리엄스
- 프리츠 레이버
- 밀턴 파슨스
- 엘 브리지
- 조지 엘디리지
- 타이니 존스
- 조지 매그릴
- 프랭크 오코너
- 헥터 세르노
- 해리 시멜스
- 레이 틸
- 알 톰슨